# Relaciones Estados Unidos-Macedonia del Norte
Las relaciones Estados Unidos-Macedonia del Norte son las relaciones diplomáticas entre Estados Unidos y Macedonia del Norte. Los Estados Unidos y Macedonia del Norte disfrutan de excelentes relaciones bilaterales.
De acuerdo con el Informe de liderazgo global de EE. UU. de 2012, el 44% de los Macedonios aprueba el liderazgo de EE. UU., con un 23% de desaprobación y un 33% de incertidumbre.

## Historia

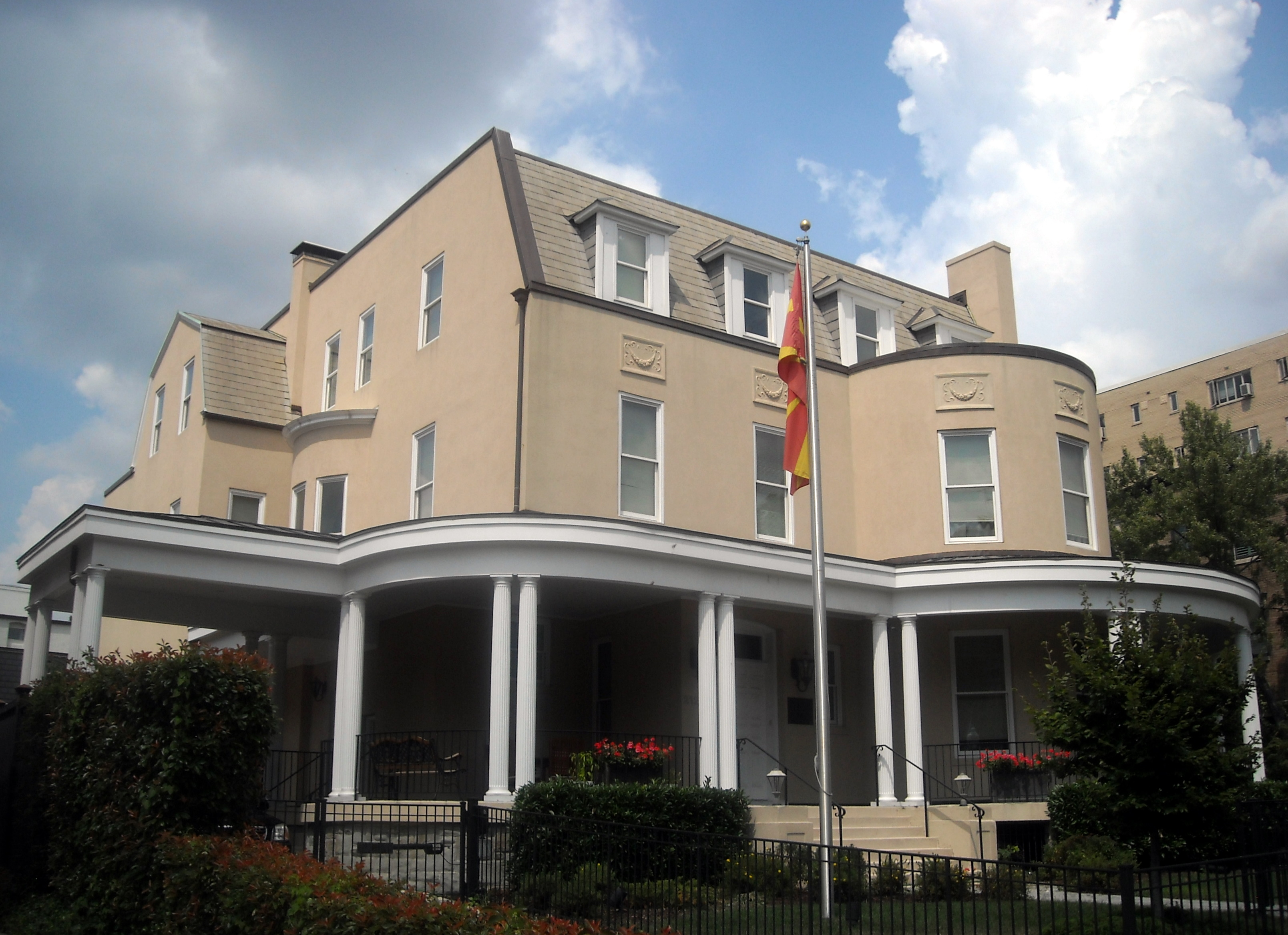
La Embajada de Macedonia del Norte en Washington D. C..

Los Estados Unidos reconocieron formalmente a Macedonia el 8 de febrero de 1994 y los dos países establecieron relaciones diplomáticas plenas el 13 de septiembre de 1995. La Oficina de Enlace de los Estados Unidos se actualizó a una Embajada en febrero de 1996, y el primer Embajador a Skopje llegó en julio de 1996. El desarrollo de las relaciones políticas entre los Estados Unidos y Macedonia ha dado lugar a una serie de otros contactos entre los dos estados.
Los Estados Unidos, junto con sus aliados europeos, condenaron enérgicamente a los iniciadores del 2001 insurgencia en Macedonia y apoyaron estrechamente los esfuerzos exitosos del gobierno y de los principales partidos para forjar una solución política y pacífica a la crisis a través del Ohrid Acuerdo marco. En asociación con la UE y otras organizaciones internacionales activas en Macedonia, los Estados Unidos están facilitando la implementación del Acuerdo Marco por parte del Gobierno de Macedonia y fomentando la paz y la estabilidad a largo plazo en el país. Macedonia continúa haciendo una importante contribución a la estabilidad regional al facilitar el suministro logístico de OTAN (incluidos los EE. UU.) mantenimiento de la paz en Kosovo.
Hoy, Macedonia y los Estados Unidos disfrutan de una relación de cooperación en una amplia gama de temas políticos, económicos, culturales, militares y sociales. Los Estados Unidos apoyan las aspiraciones de Macedonia de construir una sociedad democráticamente segura y orientada al mercado, y ha donado grandes cantidades de asistencia extranjera para democracia y reformas económicas, seguridad nacional defensa y proyectos para fortalecer el Estado de derecho y mejorar la educación. La asistencia bilateral presupuestada a Macedonia bajo la Ley Apoyo al Desarrollo Económico de Europa (SEED) totalizó más de $ 320 millones desde 1990 a 2004, incluida la [ayuda presupuestaria] y otra asistencia para ayudar a Macedonia a recuperarse de la crisis de 2001. Macedonia recibió aproximadamente $ 37 millones en asistencia de la Ley SEED en 2005.

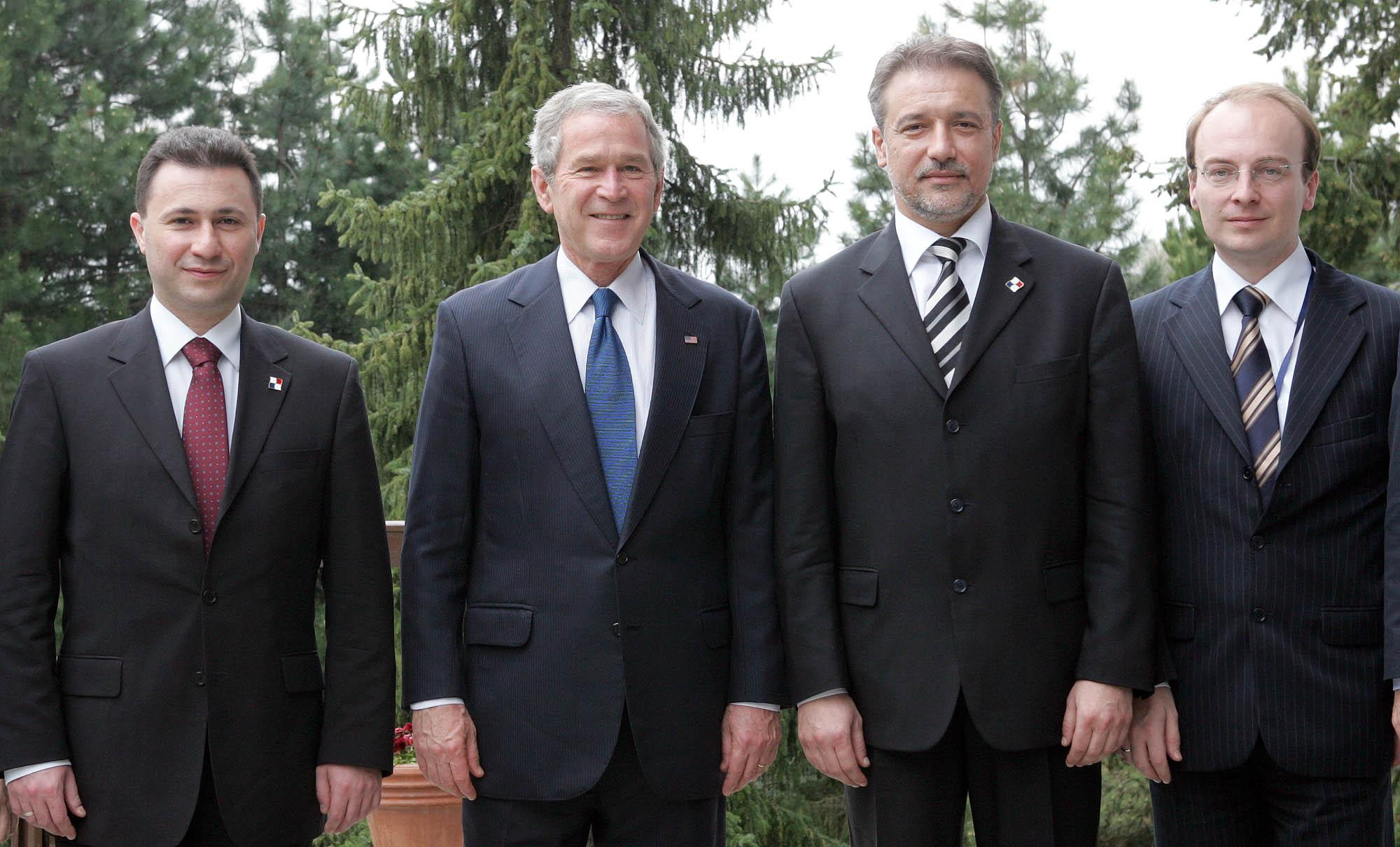
George W. Bush con el líder macedonio en 2008.

La Agencia de los Estados Unidos para el Desarrollo Internacional (USAID) en Macedonia del Norte promueve un crecimiento acelerado, apoya instituciones democráticas más fuertes y ayuda a educar a los macedonios para una economía moderna. Un enfoque clave de la asistencia de los Estados Unidos es ayudar a Macedonia a implementar el Acuerdo Marco de agosto de 2001; la implementación de la disposición descentralización es una prioridad. USAID está enfocada en el desarrollo de capacidades para los funcionarios del gobierno local, quienes tendrán más autoridad y responsabilidad del gobierno central, además de otorgar subvenciones para financiar proyectos infraestructura a pequeña escala.
Otra prioridad de la asistencia estadounidense es facilitar la transición de Macedonia a una economía de mercado y aumentar los niveles de empleo y crecimiento. USAID ha identificado y ahora asiste a los cinco subsectores más competitivos de la economía de Macedonia. USAID también ayuda a las empresas macedonias a través de centros de recursos empresariales, acceso mejorado a crédito y propiedad, comercio e inversión facilitación y capacitación. Los programas se dirigen a mejoras en el entorno propicio para los negocios al ayudar a que los marcos legislativos y reglamentarios se ajusten a las normas de la UE y mejorar la transparencia y la eficiencia de los servicios gubernamentales a través de la tecnología. Un residente del Departamento del Tesoro de los Estados Unidos está ayudando al Ministerio de Finanzas a mejorar la estrategia, la planificación y la ejecución, y la gestión del gasto público.

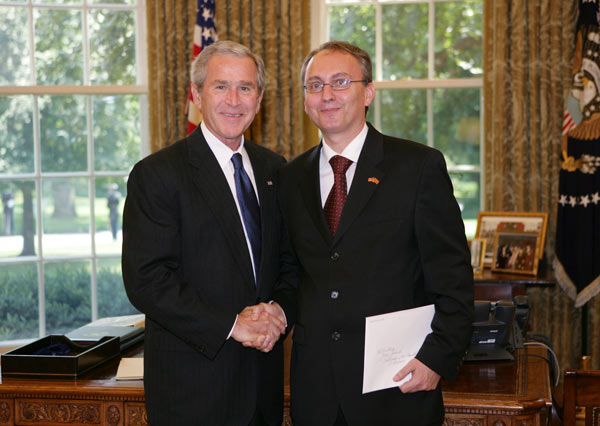
Embajador Zoran Jolevski con George W. Bush en la ceremonia de acreditación.

USAID está trabajando para fortalecer las redes de la organización no gubernamental (ONG) y la comunidad de Macedonia, alentar la reforma judicial, en particular mediante la modernización de la administración judicial, y desarrollar la capacidad y la transparencia del parlamento y los gobiernos locales. USAID ha ayudado a fortalecer la capacidad de la Comisión Estatal de Elecciones para administrar elecciones y ha apoyado el monitoreo de las elecciones de las ONG nacionales en las elecciones municipales de la primavera de 2005. Un asesor legal residente del Departamento de Justicia de los EE. UU. Se centra en fortalecer la independencia del poder judicial, la eficacia del procesamiento público, la reforma de los códigos penales y la capacidad para combatir la trata de personas y el crimen organizado.
Como complemento de su asistencia en la transición política y económica de Macedonia, los programas de USAID mejoran la educación y la capacidad humana en Macedonia a través de proyectos en los niveles primario, secundario y postsecundario. Los objetivos incluyen mejorar las técnicas de enseñanza, modernizar educación vocacional, proporcionar laboratorios de computación en todas las escuelas y expandir el servicio de banda ancha de Internet en todo el país utilizando las escuelas primarias y secundarias como plataforma. Otros programas abordan temas transversales, incluida la cooperación interétnica, la asistencia a la minoría romaní, corrupción política, VIH/SIDA y tráfico de personas.
Vasko Naumovski es el actual Embajador de Macedonia del Norte en los Estados Unidos. En 2008, el gobierno de la República de Macedonia firmó un acuerdo ejecutivo sobre asociación estratégica y cooperación mutua. El acuerdo fue firmado por Secretario de Estado Condoleezza Rice y el ministro de Relaciones Exteriores de Macedonia Antonio Milososki.

## Embajada

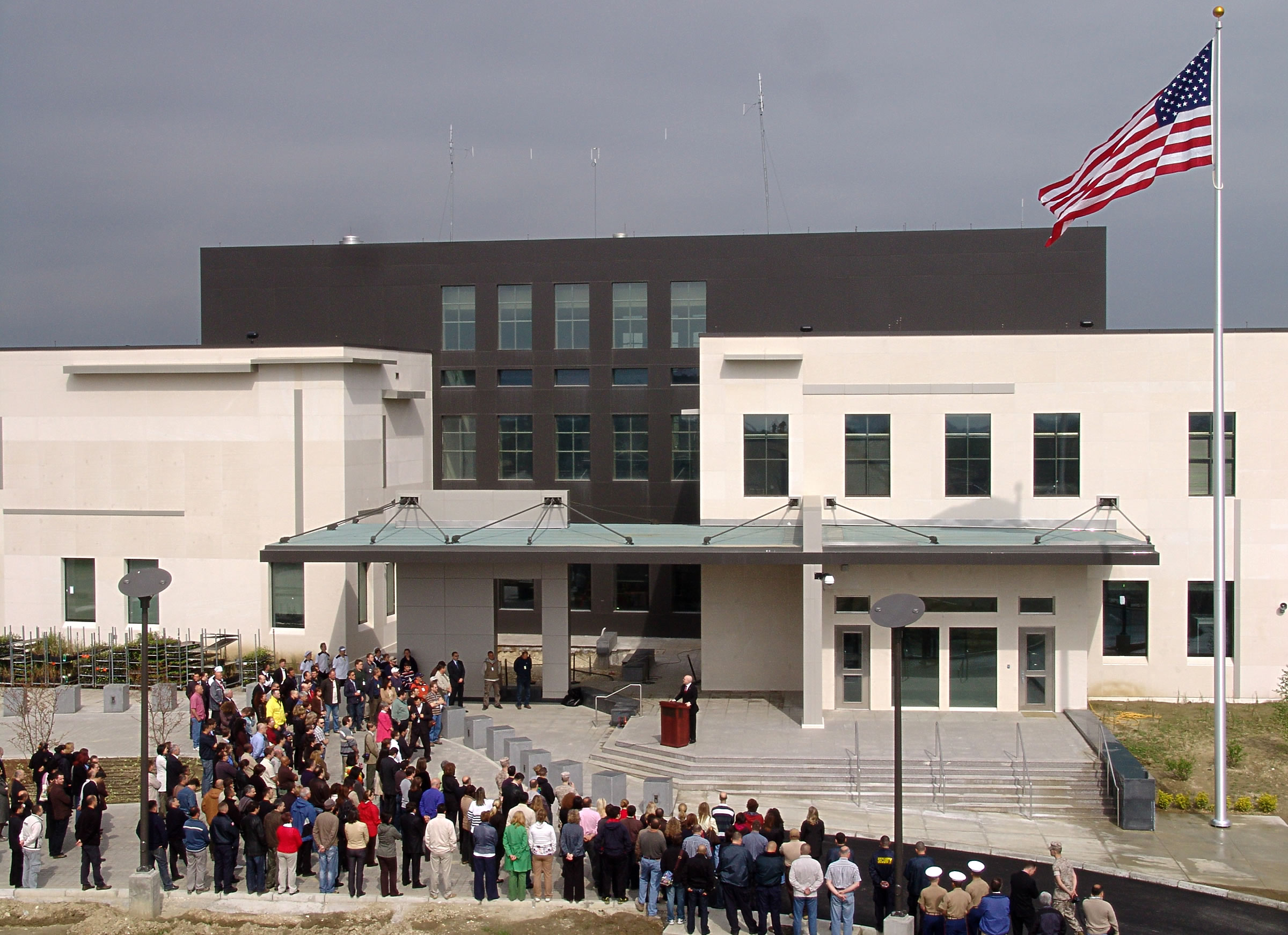
Embajada de Estados Unidos en Skopie.

Los principales funcionarios de los Estados Unidos incluyen:
- Embajador - Paul D. Wohlers
- Jefe de misión adjunto: Tom Navratil
- Asuntos políticos — David Burger
- Asuntos económicos / comerciales: Darren Lathem
- Cónsul: Kimberly McDonald
- Asuntos de gestión: Bruce Wilson
- Asuntos públicos — Ryan Rowlands
- Agregado de Defensa — Col. Christopher Benya

La Embajada de Estados Unidos en Macedonia del Norte se encuentra en Skopie.